# 古市胤家
古市 胤家（ふるいち たねいえ）は、江戸時代前期の武士。通称五左衛門。古市氏の古市城主であった古市澄胤の末裔である。近衛信尹に仕え、内史に任ぜられた後、左親衛に転じて朝散大夫の位を叙されている。藤堂高次に仕えた後に浪人となり加賀国に来往した。

## 生涯
1585年（天正13年）3月、大和国の駒崎城主であった父の古市胤勝は、豊臣秀長が豊臣秀吉より同国の所領を与えられたときに退城しており、その後の記録は見つかっていない。
息子である胤家は、大叔父である近衛信尹に仕え内史に任ぜられる。さらに左親衛に転じて従五品下（朝散大夫）の位を叙されている。伊勢津藩の第2代藩主となる藤堂高次に奉仕していたとき、三男の胤宗（務本）が誕生する。
晩年は2人の息子胤重（左近）、胤宗（務本）とともに加賀国で前田利常、前田綱紀に仕え、俸禄500石を与えられた。